# Пругавин, Александр Степанович
Алекса́ндр Степа́нович Пруга́вин (1850—1920) — российский революционер-народник, публицист, этнограф, историк, исследователь истории раскола Русской православной церкви, старообрядчества и сектантства.

## Биография
Родился в 11(23) июня 1850 года в Архангельске в семье смотрителя народных училищ Архангельской губернии, поступил в местную гимназию. В 1869 году поступил в Московскую Петровскую земледельческую и лесную академию. Учебное заведение не окончил по причине участия в студенческих волнениях, привлекался по процессу «нечаевцев». В результате было запрещено жить в столицах. В апреле 1871 года выслан под надзор полиции в Архангельскую губернию. До 1879 года Пругавин обязан был проживать в Архангельской и Воронежской губерниях. В Воронеже в 1872 году Пругавин организовал революционный кружок, где вёл антиправительственную пропаганду. За это в конце 1873 года был переведён в маленький город Воронежской губернии Коротояк. Там он поступил на службу в земскую управу. Оттуда вёл активную переписку с народниками. Из-за «политической неблагонадежности» снова отправлен в Архангельск, где поступил на службу в местное воинское присутствие. В феврале 1879 года был освобождён от полицейского надзора и переехал в Санкт-Петербург.
Один из основателей партии народных социалистов.
Член одной из петербургских лож Великого востока народов России.
В 1917 году уехал в Уфу. Сотрудничал с Белым движением в Сибири, работал в колчаковских газетах. В марте 1920 года был арестован большевиками. Умер в Красноярской тюрьме от сыпного тифа.

### Семья
- Отец — Степан Борисович Пругавин (1824 — 18 сентября 1910), — происходил из семьи архангельских старожилов. Стал первым учителем открывшегося в Пинеге Казенного приходского училища, где работал до 1858 года. В 1861 году был штатным смотрителем приходских училищ Мезенской волости. В 1864—1873 годы — штатный смотритель приходских училищ Мезенской, Холмогорской, Шенкурской волостей, губернский секретарь. В январе 1876 года он был назначен на должность инспектора народных училищ в Архангельске, получив чин надворного советника. С 1890 года — статский советник Губернского статистического комитета, инспектор народных училищ.
- Сестра — Лидия.
- Сестра — Клавдия (?—1881). Была замужем за Александром Маликовым[11][12].
- Брат — Виктор (12 января 1858—1896, Москва) — российский экономист, земский статистик, либеральный народник.
- Брат — Алексей (26 января 1856 — 19 августа 1880) — революционер-народник.
- Брат — Николай (? — 20 мая 1909, Архангельск) — чиновник по крестьянским делам, один из организаторов Архангельского общества изучения Русского Севера. Закончил Императорский Харьковский университет, получил степень кандидата юридического факультета. В должности младшего коллежского секретаря с 1889 года.
- Сестра — Юлия. Была замужем за Николаем Яковлевичем Гейденрейхом (1861 — ?), членом Архангельского общества изучения Русского Севера, с 1914 года — коллежским советником в Губернском правлении, чиновником по крестьянским делам, почётным мировым судьей, председателем Архангельского уездного совета по крестьянским делам.
- Имел шесть детей: Бориса, Александра, Виктора, Сергея, Льва и Софью.

## Исследования
Рождение и проживание на Крайнем Севере способствовали проявлению интереса к русскому сектантству и расколу. Первая его статья публицистическая статья по расколу «Знаем ли мы раскол?» была опубликована в газете «Неделя» в 1877 году под псевдонимом Борецкого. В дальнейшем публиковался в газетах «Голос», «Неделя», «Новое временя», «Русские ведомости», «Русский курьер» и «Страна», журналах «Русская мысль», «Вестник Европы», «Исторический вестник» и других изданиях второй половины XIX века. Выпускал книги. Одна из его книг — «Раскол внизу и раскол вверху. Очерки современного сектантства.» была уничтожена после выхода по постановлению Комитета министров Российской Империи (1882).
Как исследователь старообрядчества, А. С. Пругавин, анализируя причины распространения раскола, предположил, что эти причины следует искать в экономической сфере, прежде всего, в сельском хозяйстве.

## Основные работы

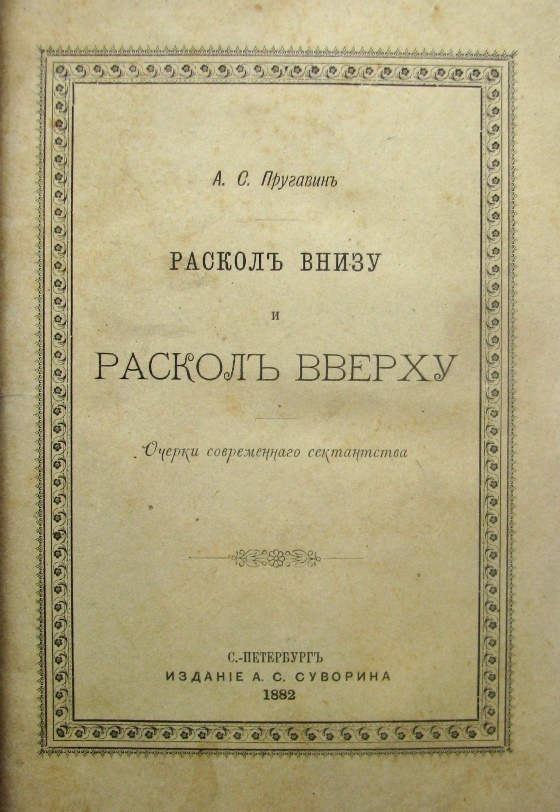
Книга А. С. Пругавина «Раскол внизу и раскол вверху» (1882) запрещена постановлением Комитета министров, арестованные экземпляры уничтожены

- Пругавин А. С. Знаем ли мы раскол? // «Неделя». — 1877. — № 49—50.
- Пругавин А. С. Еретики // «Голос». — 1880. — № 227, 229, 234.
- Пругавин А. С. Шлиссельбургская крепость // «Русская мысль». — 1880. — № 12.
- Пругавин А. С. Значение сектантства в русской народной жизни // «Русская мысль». — 1881. — № 1.
- Пругавин А. С. Раскол и его исследователи // «Русская мысль». — 1881. — № 2.
- Пругавин А. С. Программа для собирания сведений о русском расколе, или сектантстве // «Русская мысль». — 1881. — № 3.
- Пругавин А. С. Алчущие и жаждущие правды // «Русская мысль». — 1881. — № 10, 12; 1882. — № 1.
- Пругавин А. С. Соловецкие узники // «Русская мысль». — 1881. — № 11.
- Пругавин А. С. Раскол внизу и раскол вверху. Очерки современного сектантства. — С.-Пб.: Тип. А. С. Суворина, 1882.
- Пругавин А. С. Чернокнижники // «Русские ведомости». — 1883. — № 151—152.
- Пругавин А. С. Губернаторское описание Выгорецкого общества // «Исторический вестник». — 1883. — № 8.
- Пругавин А. С. Русские сектанты до закона 3 мая 1883 года // «Русская мысль». — 1883. — № 10—11.
- Пругавин А. С. Пашковцы // «Русская мысль». — 1884. — № 5.
- Пругавин А. С. Запросы и проявления умственной жизни в расколе // «Русская мысль». — 1884. — № 1. — С. 161—199.
- Пругавин А. С. Самоистребление. Проявление аскетизма и фанатизма в расколе. (Очерки, аналогии, параллели) // «Русская мысль». — 1885. — № 1. — С. 79—111; № 2. — С. 129—155.
- Пругавин А. С. Старообрядчество во второй половине XIX века. Очерки из новейшей истории раскола. — М.: Тип. И. Д. Сытина, 1904. — 280 с.
- Пругавин А. С. Прошлое и настоящее Шлиссельбургской крепости. — Ростов-на-Дону: «Донская речь» Парамонова, 1904.
- Пругавин А. С. Монастырские тюрьмы в борьбе с сектантством (К вопросу о веротерпимости). — М.: Типо-литогр. Т-ва И. Н. Кушнерев и К°, 1905. — 130 с.
- Пругавин А. С. Раскол и сектантство в русской народной жизни. — М.: Тип. Т-ва И. Д. Сытина, 1905. — 95 с.
- Пругавин А. С. Религиозные отщепенцы. Очерки современного сектантства. Вып. 1. Сютаевцы. Апостол Зосима. Еретики. — М.: Типо-литогр. Т-ва И. Н. Кушнерев и К°, 1906. — 210 с.
- Пругавин А. С. Религиозные отщепенцы. Очерки современного сектантства. Вып. 2. Немоляки. «Вредные секты». Штунда среди великороссов. Белоризцы. Интеллигентная секта. — М.: Типо-литогр. Т-ва И. Н. Кушнерев и К°, 1906. — 252 с.
- Пругавин А. С. Шлиссельбургская крепость // Галлерея Шлиссельбургских узников. Под ред. Н. Ф. Анненского, В. Я. Богучарского, В. И. Семевского и др. Ч. 1. — С.-Пб.: Тип. М. М. Стасюлевича, 1907.
- Пругавин А. С. Старообрядческие архиереи в Суздальской крепости. — М.: Типо-литогр. Т-ва И. Н. Кушнерев и К°, 1908.
- Пругавин А. С. Раскол вверху. Очерки религиозных исканий в привилегированной среде. — С.-Пб.: Тип. т-ва «Общественная польза», 1909. — 267 с.
- Пругавин А. С. О Льве Толстом и толстовцах : Очерки, воспоминания, материалы. — М.: Изд. автора, 1911. — 339 с.
- Пругавин А. С. «Братцы» и трезвенники. Из области религиозных исканий. — М., 1912.
- Пругавин А. С. Бунт против природы. (О хлыстах и хлыстовщине). Вып. 1. — М.: «Задруга», 1917. — 128 с.
- Пругавин А. С. Неприемлющие мира. Очерки религиозных исканий. Анархическое течение в русском сектантстве. — М.: «Задруга», 1918. — 182 с.
- Пругавин А. С. Старец Григорий Распутин и его поклонницы. — Самара: Самарское книжное издательство, 1993. — 64 с. — ISBN 5-7575-0431-5.
- Пругавин А. С. Раскол внизу и раскол вверху // Очерки современного сектантства. — М.: «Ча-ща», 2019. — 198 с.